# Bohumil Svozil
Bohumil Svozil (18. února 1935, Praha – 13. dubna 2017, tamtéž) byl český literární historik, kritik a redaktor.

## Život
Pocházel z dělnické rodiny. Roku 1958 ukončil studium češtiny a maďarštiny na Filozofické fakultě Univerzity Karlovy. Po absolvování základní vojenské služby nastoupil roku 1960 jako redaktor do nakladatelství Československý spisovatel a s výjimkou let 1965–1968, kdy byl na studijním pobytu v Ústavu pro českou literaturu ČSAV (ÚČL), zde pracoval až do roku 1991, kdy se stal vědeckým pracovníkem ÚČL. Roku 1968 získal titul doktora filosofie a roku 1992 kandidáta věd. Roku 1998 odešel do důchodu. 

## Dílo
Publikovat začal roku 1954 literární publicistikou a literárněvědnými studiemi v různých periodikách, knižně debutoval roku 1971 studií Vůle k intelektuální poezii. Je autorem monografických studií o poetice významných básníků a prozaiků své doby a řady doslovů a předmluv, často ke knihám, jejichž vydání sám uspořádal (například výbory z díla Jiřího Haussmanna, Jana Nerudy, J. S. Machara, Františka Gellnera, Rudolfa Těsnohlídka a dalších).